# Ybyrai Altynsarin

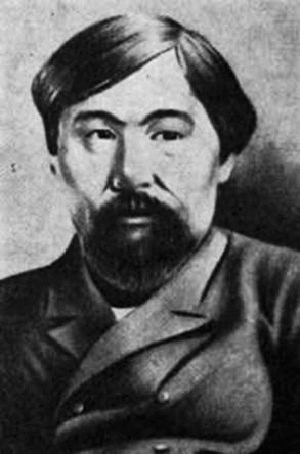
Ybyrai Altynsarin

Ybyrai Altynsarin (kasachisch Ыбырай Алтынсарин Ybyrai Altynsarin, russisch Ибрай Алтынсарин Ibrai Altynsarin, auch Ibrahim Altynsarin; * 20. Oktoberjul. / 1. November 1841greg. im Bezirk Arakaraga, Oblast Turgai, Russisches Kaiserreich; † 17. Julijul. / 29. Juli 1889greg. in Nikolajewsk, Russisches Kaiserreich) war ein kasachischer Schullehrer, Schriftsteller und Ethnologe.

## Leben
Ybyrai Altynsarin wurde 1941 in einem Dorf im Bezirk Arakaraga in der Oblast Turgai im Russischen Kaiserreich geboren. Nachdem er früh seinen Vater verloren hatte, wurde er von seinem Großvater, einem Mitarbeiter der Grenzkommission Orenburg, erzogen. Ab 1850 besuchte er eine Schule für kasachische Kinder, die bei der Grenzkommission in Orenburg eröffnet wurde. Nach seinem Schulabschluss arbeitete er zunächst als Schreiber bei seinem Großvater. Später wurde er Übersetzter bei der Grenzkommission unter der Leitung des russischen Historikers Wassili Grigorjew. Durch Grigorjew lernte er auch Nikolai Ilminski kennen.
1860 ordnete die regionale Regierung im Ort Turgai die Gründung einer Grundschule für kasachische Kinder an und machte Altynsarin zum Lehrer für die russische Sprache an der Schule. Nachdem der Bau des Schulgebäudes 1864 abgeschlossen war, unterrichtete er dort als Lehrer. 1869 wurde er Angestellter in der Bezirksverwaltung von Turgai und 1879 wurde er zum Schulinspektor der Oblast Turgai ernannt. In dieser Funktion begann er mit dem Ausbau des Schulwesens in der Region, so eröffnete er mehrere zweiklassige russisch-kirgisische Schulen in der Oblast. Er legte vor allem Wert auf eine gute Ausstattung dieser Schulen, indem er jede dieser Einrichtungen mit einer kleinen Bibliothek ausstattete. Altynsarin war darauf bedacht, berufliche und landwirtschaftliche Schulen zu eröffnen, wobei das Ziel der Ausbildung von Fachkräften in der lokalen kasachischen Bevölkerung verfolgte. Er engagierte sich auch für die Bildung von Frauen, so wurde in Irgis in der Nähe von Aktjubinsk mit seiner Unterstützung eine Frauenschule eröffnet.
Altynsarin war auch aktiv an der Entwicklung russischer Schulbücher für kasachische Schulen beteiligt. Zu seinen Werke zählten Übersetzungen, Gedichte, Kurzgeschichten, Fabeln und kasachische Märchen. Er wurde überdies damit beauftragt, ein Kasachisches Alphabet basierend auf der Kyrillischen Schrift auszuarbeiten. Dies konnte er 1879 erfolgreich vollenden, obwohl er selbst die bisherige Verwendung der arabischen Schrift bevorzugte.
In seinen letzten Jahren lebte Altynsarin in seinem Haus in Nikolajewsk, wo er 1889 starb.